# Brzezowa (Bochnia)
Pour les articles homonymes, voir Brzezowa.
Brzezowa est une localité polonaise de la gmina de Łapanów, située dans le powiat de Bochnia en voïvodie de Petite-Pologne.